# Инанд (Бихор)
Инанд (рум. Inand) насеље је у Румунији у округу Бихор у општини Чефа. Oпштина се налази на надморској висини од 105 m.

## Становништво
Према подацима из 2002. године у насељу је живело 880 становника.

### Попис2002.
| Расподела становништва по националности 2002.‍ | Расподела становништва по националности 2002.‍ | Расподела становништва по националности 2002.‍ | Расподела становништва по националности 2002.‍ | Расподела становништва по националности 2002.‍ |
| --------------------------------------------- | --------------------------------------------- | --------------------------------------------- | --------------------------------------------- | --------------------------------------------- |
|                                               |                                               |                                               |                                               |                                               |
| Румуни                                        | Румуни                                        |                                               | 804                                           | 91,5%                                         |
| Мађари                                        | Мађари                                        |                                               | 42                                            | 4,8%                                          |
| Роми                                          | Роми                                          |                                               | 15                                            | 1,7%                                          |
| Словаци                                       | Словаци                                       |                                               | 18                                            | 2,0%                                          |